# یوشیکاوا آکیماسا
کنت یوشیکاوا آکیماسا (芳川顕正, ۲۱ ژانویه ۱۸۴۲ – ۱۰ ژانویه ۱۹۲۰) بوروکرات، دولتمرد و وزیر کابینه ژاپنی در دوران میجی و تایشو بود.